# Agogo (Straße von Mosambik)
Agogo ist ein Fluss auf Anjouan, einer Insel der Komoren in der Straße von Mosambik.

## Geographie
Der Fluss entspringt im Gebiet von Marontronii am Hang des Berges Hataouilou, unterhalb der Hochebene Zikéléni im Westen von Anjouan. Er verläuft nach Süden zwischen den Siedlungen von Salamani, Dzindri Mtsangani sowie Iméré und Marontronii und mündet bald in die Straße von Mosambik.
Westlich schließt sich das Einzugsgebiet des Padzani an und östlich das Einzugsgebiet des Mro Bouéni.